# Macrocoma brunnea
Macrocoma brunnea é uma espécie de escaravelho de folha de Iémen, descrito por Bryant em 1957.